# نورت مصر (فلم)

## قصة
تدور أحداث الفيلم حول حامد (بيومي فؤاد) العائد إلى وطنه من دولة الكويت التي عاش بها لمدة خمسة عشر عامًا، والذي يٌقابل أصدقائه من أيام الجامعة، وتحدث معهم مواقف وطرائف في جو من الكوميديا والإثارة.

## فريق العمل

### بطولة
| - بيومي فؤاد:حامد - محمد ثروت:هاشم - هشام إسماعيل:على - مريم السكري:نبيلة زوجة على - مي صالح:سهير زوجة هاشم | - أحمد حلاوة:عبد المقصود حما على - طاهر أبو ليلة::ضابط بالقسم - هاجر الشرنوبي: - أشرف خليل:ادريس الجرسون - عيد أبو الحمد:عم بكر |

### إداريون
| - تأليف:وليد يوسف - إخراج:شادي علي - مونتاج:عمرو عاصم - ديكور:أسامة الشناوي: مهندس الديكور | - انتاج: - فيلم أوف أيجيبت:منتج - أيمن عبد الباسط:منتج - أحمد عبد الباسط:منتج |